# Victor Carvacho
Víctor Carvacho Herrera (7 mai 1916, Peñablanca, Province de Colchagua, Chili – 25 août 1996, Santiago du Chili) est un peintre, critique et historien d'art chilien.

## Biographie
Víctor Mariano Carvacho Herrera s'installe à Santiago en 1920 et entre à l'école des beaux-arts de l'Université du Chili. Il obtient le titre de professeur d'arts plastiques et participe à deux semestres de perfectionnement sur la méthodologie de l'éducation artistique à l'université de Chicago et à Rio de Janeiro.
À partir de 1938 il enseigne dans différentes écoles de Santiago et commence simultanément sa carrière de critique d'art. Par de très nombreux articles sur la plupart des peintres chiliens, il collabore aux revues Pro Arte et Zig-Zag, à plusieurs journaux, notamment El Debate, La Nación, El Mercurio de Santiago, El Mercurio de Valparaíso, El Imparcial et à l'hebdomadaire Pec. Membre de l'Association internationale des critiques d'art, il participe à de nombreuses rencontres.

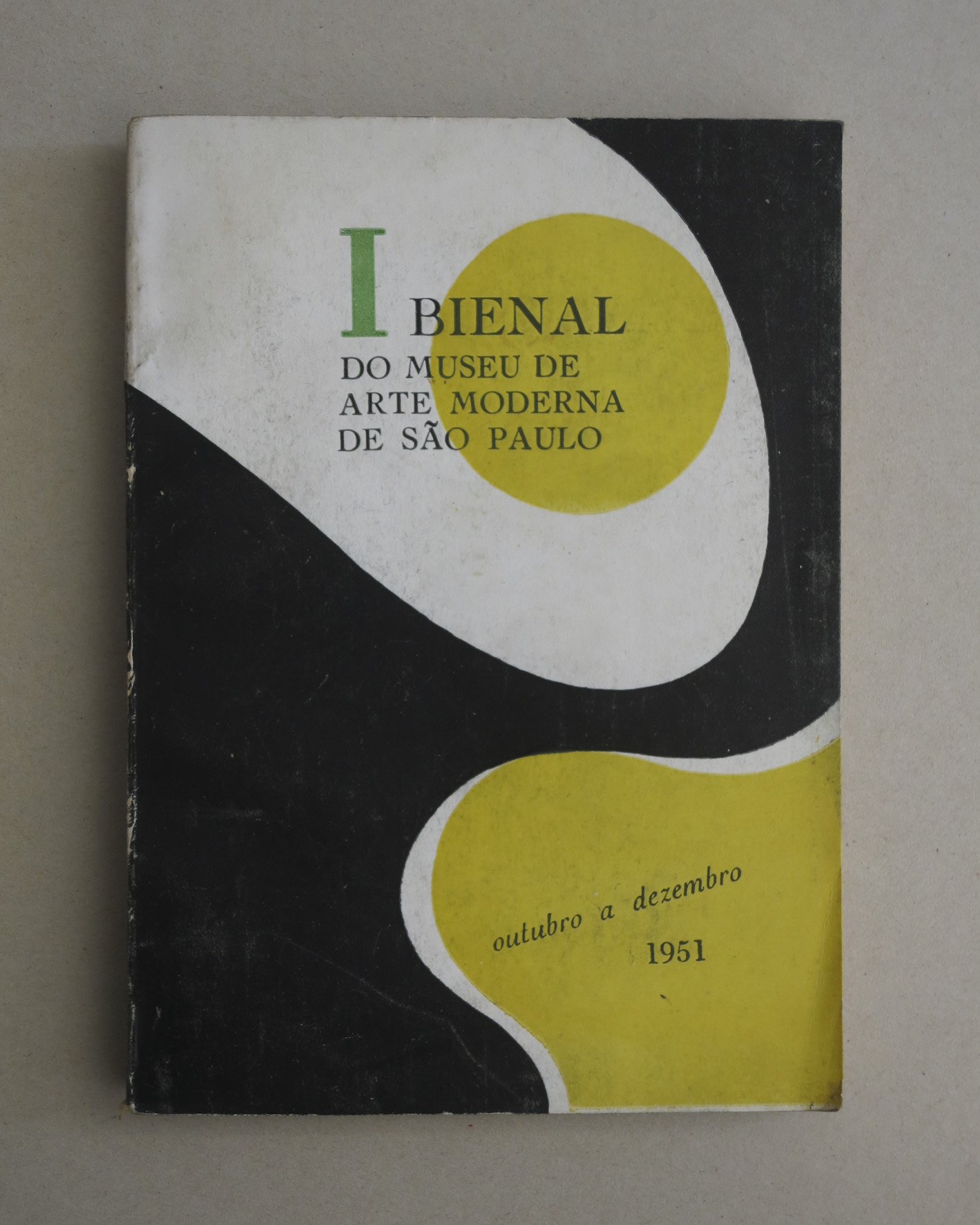
Catalogue de la 1re Biennale de São Paulo, 1951

Víctor Carvacho commence lui-même à peindre dans les années 1930 des natures mortes, des portraits et des paysages dans une figuration voisine de l'abstraction. Il participe en 1936, 1937, 1947, 1950 et 1951 au Salón Oficial de Santiago, à la première Biennale de São Paulo en 1951 (catalogue), à la cinquième en 1959 (catalogue). Il réalise des expositions individuelles à Santiago en 1947, 1948, 1950, 1992 et 1994.

## Ouvrages
- (es) Exposición de pintura y escultura chilenas contemporáneas, Teatro Colón, Municipalidad de Buenos Aires, 1953.
- (es) La pintura informalista, Orbe, Santiago de Chile, 1964.
- (es) Artes plásticas V Apreciación. Historia del arte, Santiago: Ministerio de Educación/Sección de Experimentación, Santiago de Chile, 1962.
- (es) José Basso, galerie Imagen, Santiago de Chile 1977 ; Museo Nacional de Bellas Artes, Santiago de Chile, 2011.
- (es) Pintura Contemporánea Chilena,Instituto cultural de las Condes, Santiago de Chile, 1977.
- (es) Veinte pintores contemporaneos en Chile,  Departamento de Extensión Cultural del Ministerio de Educación, Santiago de Chile , 1978.
- (es) Pintura chilena contemporánea. Segunda exposición itinerante Sur, Departamento de Extensión Cultural del Ministerio de Educación, Santiago de Chile, 1978.
- (es) Inés Puyó, Museo de Arte Contemporáneo, Universidad de Chile, Santiago de Chile, 1978
- (es) Marco Bontá, Grabados, Ediciones Barcelona, Santiago de Chile, 1979.
- (es) Historia de la escultura en Chile, Editorial Andrés Bello, 1983.
- (es) Carlos Isamitt, Santiago de Chile, Instituto Cultural de Providencia, Santiago de Chile,1984.
- (es) Quince elegidos en la pintura chilena, Instituto Cultural de Las Condes, Santiago de Chile, 1984.
- (es) La figura humana en la pintura Chilena, Departamento de Extensión Cultural, Ministerio de Educación, Santiago de Chile,1986.
- (es) Eugenio Cruz Vargas, Instituto Cultural de Providencia, 1986.
- (es) Samuel Román, Departamento de Extensión Cultural del Ministerio de Educación, Santiago de Chile, 1989.
- (es) Ogaz: 11 imágenes de presagio, Sala de Arte del Instituto Chileno-Británico de Cultura, Santiago de Chile

## Articles
- (es) « Un pintor nuevo, E. Morales Arellano », dans La Opinion, Santiago, 23 décembre 1940.
- (es) « Eudaldo Morales Arellano », dans Las ultimas noticias, Santiago, 1er septembre 1947.
- (es) « Cuatro pintores en la universidad », José Balmes, Gracia Barrios, Eduardo Martinez Bonati, Alberto Pérez, dans La Nación, 26 octobre 1961.
- (es) « Ogaz », dans El Mercurio, Santiago de Chile, 30 septembre 1962.

## Œuvres dans des collections publiques
- Musée historique national, Santiago